# Рентген (шахи)
Рентген (шахи) — дія фігури на поля матової зони через фігури противника.
Рентген (за Блюменфельдом) — це дія далекобійної фігури (ферзя, тури чи слона),  що справляє скритий  напад на фігури суперника.
«Рентген» — тактичний елемент.

## «Рентгенівська дія фігур»
При «рентгені» атакована фігура перебуває не під безпосереднім ударом фігури, що атакує — їх може розділяти одна чи кілька фігур. Таке положення є комбінаційним мотивом.
Окремими випадками «рентгену» є:
- відкритий шах,

- відкритий напад

- зв'язка.

При відкритому шахові атакованою фігурою є король.  Багаторазове повторення відкритого шаха парою фігур, що атакують називається «млином».
Відкритим нападом називається технічний прийом, при якому внаслідок виходу будь-якої фігури або пішака відкривається лінія дії іншої далекобійної фігури того ж табору і фігура, що відкривається, створює загрозу якомусь, супротивному об'єкту.
Зв'язка — це напад ферзя, тури або слона на пішака або фігуру, що прикриває іншу, більш цінну. Зв'язана фігура або пішак, що прикриває короля, позбавлені рухливості (крім руху по лінії нападу) тому таку зв'язку називають повною.

## Приклади
|   | a | b | c | d | e | f | g | h |   |
| 8 | a8 чорна тура · b8 чорний кінь · d8 чорний ферзь · e8 чорна тура · g8 чорний король · b7 чорний пішак · e7 чорний кінь · f7 чорний пішак · g7 чорний слон · c6 чорний пішак · g6 чорний пішак · b4 чорний пішак · c4 білий пішак · d4 білий кінь · h3 білий ферзь · a2 білий пішак · b2 білий слон · d2 білий пішак · f2 білий пішак · g2 білий пішак · c1 білий король · d1 біла тура · f1 білий слон · h1 біла тура | a8 чорна тура · b8 чорний кінь · d8 чорний ферзь · e8 чорна тура · g8 чорний король · b7 чорний пішак · e7 чорний кінь · f7 чорний пішак · g7 чорний слон · c6 чорний пішак · g6 чорний пішак · b4 чорний пішак · c4 білий пішак · d4 білий кінь · h3 білий ферзь · a2 білий пішак · b2 білий слон · d2 білий пішак · f2 білий пішак · g2 білий пішак · c1 білий король · d1 біла тура · f1 білий слон · h1 біла тура | a8 чорна тура · b8 чорний кінь · d8 чорний ферзь · e8 чорна тура · g8 чорний король · b7 чорний пішак · e7 чорний кінь · f7 чорний пішак · g7 чорний слон · c6 чорний пішак · g6 чорний пішак · b4 чорний пішак · c4 білий пішак · d4 білий кінь · h3 білий ферзь · a2 білий пішак · b2 білий слон · d2 білий пішак · f2 білий пішак · g2 білий пішак · c1 білий король · d1 біла тура · f1 білий слон · h1 біла тура | a8 чорна тура · b8 чорний кінь · d8 чорний ферзь · e8 чорна тура · g8 чорний король · b7 чорний пішак · e7 чорний кінь · f7 чорний пішак · g7 чорний слон · c6 чорний пішак · g6 чорний пішак · b4 чорний пішак · c4 білий пішак · d4 білий кінь · h3 білий ферзь · a2 білий пішак · b2 білий слон · d2 білий пішак · f2 білий пішак · g2 білий пішак · c1 білий король · d1 біла тура · f1 білий слон · h1 біла тура | a8 чорна тура · b8 чорний кінь · d8 чорний ферзь · e8 чорна тура · g8 чорний король · b7 чорний пішак · e7 чорний кінь · f7 чорний пішак · g7 чорний слон · c6 чорний пішак · g6 чорний пішак · b4 чорний пішак · c4 білий пішак · d4 білий кінь · h3 білий ферзь · a2 білий пішак · b2 білий слон · d2 білий пішак · f2 білий пішак · g2 білий пішак · c1 білий король · d1 біла тура · f1 білий слон · h1 біла тура | a8 чорна тура · b8 чорний кінь · d8 чорний ферзь · e8 чорна тура · g8 чорний король · b7 чорний пішак · e7 чорний кінь · f7 чорний пішак · g7 чорний слон · c6 чорний пішак · g6 чорний пішак · b4 чорний пішак · c4 білий пішак · d4 білий кінь · h3 білий ферзь · a2 білий пішак · b2 білий слон · d2 білий пішак · f2 білий пішак · g2 білий пішак · c1 білий король · d1 біла тура · f1 білий слон · h1 біла тура | a8 чорна тура · b8 чорний кінь · d8 чорний ферзь · e8 чорна тура · g8 чорний король · b7 чорний пішак · e7 чорний кінь · f7 чорний пішак · g7 чорний слон · c6 чорний пішак · g6 чорний пішак · b4 чорний пішак · c4 білий пішак · d4 білий кінь · h3 білий ферзь · a2 білий пішак · b2 білий слон · d2 білий пішак · f2 білий пішак · g2 білий пішак · c1 білий король · d1 біла тура · f1 білий слон · h1 біла тура | a8 чорна тура · b8 чорний кінь · d8 чорний ферзь · e8 чорна тура · g8 чорний король · b7 чорний пішак · e7 чорний кінь · f7 чорний пішак · g7 чорний слон · c6 чорний пішак · g6 чорний пішак · b4 чорний пішак · c4 білий пішак · d4 білий кінь · h3 білий ферзь · a2 білий пішак · b2 білий слон · d2 білий пішак · f2 білий пішак · g2 білий пішак · c1 білий король · d1 біла тура · f1 білий слон · h1 біла тура | 8 |
| 7 | a8 чорна тура · b8 чорний кінь · d8 чорний ферзь · e8 чорна тура · g8 чорний король · b7 чорний пішак · e7 чорний кінь · f7 чорний пішак · g7 чорний слон · c6 чорний пішак · g6 чорний пішак · b4 чорний пішак · c4 білий пішак · d4 білий кінь · h3 білий ферзь · a2 білий пішак · b2 білий слон · d2 білий пішак · f2 білий пішак · g2 білий пішак · c1 білий король · d1 біла тура · f1 білий слон · h1 біла тура | a8 чорна тура · b8 чорний кінь · d8 чорний ферзь · e8 чорна тура · g8 чорний король · b7 чорний пішак · e7 чорний кінь · f7 чорний пішак · g7 чорний слон · c6 чорний пішак · g6 чорний пішак · b4 чорний пішак · c4 білий пішак · d4 білий кінь · h3 білий ферзь · a2 білий пішак · b2 білий слон · d2 білий пішак · f2 білий пішак · g2 білий пішак · c1 білий король · d1 біла тура · f1 білий слон · h1 біла тура | a8 чорна тура · b8 чорний кінь · d8 чорний ферзь · e8 чорна тура · g8 чорний король · b7 чорний пішак · e7 чорний кінь · f7 чорний пішак · g7 чорний слон · c6 чорний пішак · g6 чорний пішак · b4 чорний пішак · c4 білий пішак · d4 білий кінь · h3 білий ферзь · a2 білий пішак · b2 білий слон · d2 білий пішак · f2 білий пішак · g2 білий пішак · c1 білий король · d1 біла тура · f1 білий слон · h1 біла тура | a8 чорна тура · b8 чорний кінь · d8 чорний ферзь · e8 чорна тура · g8 чорний король · b7 чорний пішак · e7 чорний кінь · f7 чорний пішак · g7 чорний слон · c6 чорний пішак · g6 чорний пішак · b4 чорний пішак · c4 білий пішак · d4 білий кінь · h3 білий ферзь · a2 білий пішак · b2 білий слон · d2 білий пішак · f2 білий пішак · g2 білий пішак · c1 білий король · d1 біла тура · f1 білий слон · h1 біла тура | a8 чорна тура · b8 чорний кінь · d8 чорний ферзь · e8 чорна тура · g8 чорний король · b7 чорний пішак · e7 чорний кінь · f7 чорний пішак · g7 чорний слон · c6 чорний пішак · g6 чорний пішак · b4 чорний пішак · c4 білий пішак · d4 білий кінь · h3 білий ферзь · a2 білий пішак · b2 білий слон · d2 білий пішак · f2 білий пішак · g2 білий пішак · c1 білий король · d1 біла тура · f1 білий слон · h1 біла тура | a8 чорна тура · b8 чорний кінь · d8 чорний ферзь · e8 чорна тура · g8 чорний король · b7 чорний пішак · e7 чорний кінь · f7 чорний пішак · g7 чорний слон · c6 чорний пішак · g6 чорний пішак · b4 чорний пішак · c4 білий пішак · d4 білий кінь · h3 білий ферзь · a2 білий пішак · b2 білий слон · d2 білий пішак · f2 білий пішак · g2 білий пішак · c1 білий король · d1 біла тура · f1 білий слон · h1 біла тура | a8 чорна тура · b8 чорний кінь · d8 чорний ферзь · e8 чорна тура · g8 чорний король · b7 чорний пішак · e7 чорний кінь · f7 чорний пішак · g7 чорний слон · c6 чорний пішак · g6 чорний пішак · b4 чорний пішак · c4 білий пішак · d4 білий кінь · h3 білий ферзь · a2 білий пішак · b2 білий слон · d2 білий пішак · f2 білий пішак · g2 білий пішак · c1 білий король · d1 біла тура · f1 білий слон · h1 біла тура | a8 чорна тура · b8 чорний кінь · d8 чорний ферзь · e8 чорна тура · g8 чорний король · b7 чорний пішак · e7 чорний кінь · f7 чорний пішак · g7 чорний слон · c6 чорний пішак · g6 чорний пішак · b4 чорний пішак · c4 білий пішак · d4 білий кінь · h3 білий ферзь · a2 білий пішак · b2 білий слон · d2 білий пішак · f2 білий пішак · g2 білий пішак · c1 білий король · d1 біла тура · f1 білий слон · h1 біла тура | 7 |
| 6 | a8 чорна тура · b8 чорний кінь · d8 чорний ферзь · e8 чорна тура · g8 чорний король · b7 чорний пішак · e7 чорний кінь · f7 чорний пішак · g7 чорний слон · c6 чорний пішак · g6 чорний пішак · b4 чорний пішак · c4 білий пішак · d4 білий кінь · h3 білий ферзь · a2 білий пішак · b2 білий слон · d2 білий пішак · f2 білий пішак · g2 білий пішак · c1 білий король · d1 біла тура · f1 білий слон · h1 біла тура | a8 чорна тура · b8 чорний кінь · d8 чорний ферзь · e8 чорна тура · g8 чорний король · b7 чорний пішак · e7 чорний кінь · f7 чорний пішак · g7 чорний слон · c6 чорний пішак · g6 чорний пішак · b4 чорний пішак · c4 білий пішак · d4 білий кінь · h3 білий ферзь · a2 білий пішак · b2 білий слон · d2 білий пішак · f2 білий пішак · g2 білий пішак · c1 білий король · d1 біла тура · f1 білий слон · h1 біла тура | a8 чорна тура · b8 чорний кінь · d8 чорний ферзь · e8 чорна тура · g8 чорний король · b7 чорний пішак · e7 чорний кінь · f7 чорний пішак · g7 чорний слон · c6 чорний пішак · g6 чорний пішак · b4 чорний пішак · c4 білий пішак · d4 білий кінь · h3 білий ферзь · a2 білий пішак · b2 білий слон · d2 білий пішак · f2 білий пішак · g2 білий пішак · c1 білий король · d1 біла тура · f1 білий слон · h1 біла тура | a8 чорна тура · b8 чорний кінь · d8 чорний ферзь · e8 чорна тура · g8 чорний король · b7 чорний пішак · e7 чорний кінь · f7 чорний пішак · g7 чорний слон · c6 чорний пішак · g6 чорний пішак · b4 чорний пішак · c4 білий пішак · d4 білий кінь · h3 білий ферзь · a2 білий пішак · b2 білий слон · d2 білий пішак · f2 білий пішак · g2 білий пішак · c1 білий король · d1 біла тура · f1 білий слон · h1 біла тура | a8 чорна тура · b8 чорний кінь · d8 чорний ферзь · e8 чорна тура · g8 чорний король · b7 чорний пішак · e7 чорний кінь · f7 чорний пішак · g7 чорний слон · c6 чорний пішак · g6 чорний пішак · b4 чорний пішак · c4 білий пішак · d4 білий кінь · h3 білий ферзь · a2 білий пішак · b2 білий слон · d2 білий пішак · f2 білий пішак · g2 білий пішак · c1 білий король · d1 біла тура · f1 білий слон · h1 біла тура | a8 чорна тура · b8 чорний кінь · d8 чорний ферзь · e8 чорна тура · g8 чорний король · b7 чорний пішак · e7 чорний кінь · f7 чорний пішак · g7 чорний слон · c6 чорний пішак · g6 чорний пішак · b4 чорний пішак · c4 білий пішак · d4 білий кінь · h3 білий ферзь · a2 білий пішак · b2 білий слон · d2 білий пішак · f2 білий пішак · g2 білий пішак · c1 білий король · d1 біла тура · f1 білий слон · h1 біла тура | a8 чорна тура · b8 чорний кінь · d8 чорний ферзь · e8 чорна тура · g8 чорний король · b7 чорний пішак · e7 чорний кінь · f7 чорний пішак · g7 чорний слон · c6 чорний пішак · g6 чорний пішак · b4 чорний пішак · c4 білий пішак · d4 білий кінь · h3 білий ферзь · a2 білий пішак · b2 білий слон · d2 білий пішак · f2 білий пішак · g2 білий пішак · c1 білий король · d1 біла тура · f1 білий слон · h1 біла тура | a8 чорна тура · b8 чорний кінь · d8 чорний ферзь · e8 чорна тура · g8 чорний король · b7 чорний пішак · e7 чорний кінь · f7 чорний пішак · g7 чорний слон · c6 чорний пішак · g6 чорний пішак · b4 чорний пішак · c4 білий пішак · d4 білий кінь · h3 білий ферзь · a2 білий пішак · b2 білий слон · d2 білий пішак · f2 білий пішак · g2 білий пішак · c1 білий король · d1 біла тура · f1 білий слон · h1 біла тура | 6 |
| 5 | a8 чорна тура · b8 чорний кінь · d8 чорний ферзь · e8 чорна тура · g8 чорний король · b7 чорний пішак · e7 чорний кінь · f7 чорний пішак · g7 чорний слон · c6 чорний пішак · g6 чорний пішак · b4 чорний пішак · c4 білий пішак · d4 білий кінь · h3 білий ферзь · a2 білий пішак · b2 білий слон · d2 білий пішак · f2 білий пішак · g2 білий пішак · c1 білий король · d1 біла тура · f1 білий слон · h1 біла тура | a8 чорна тура · b8 чорний кінь · d8 чорний ферзь · e8 чорна тура · g8 чорний король · b7 чорний пішак · e7 чорний кінь · f7 чорний пішак · g7 чорний слон · c6 чорний пішак · g6 чорний пішак · b4 чорний пішак · c4 білий пішак · d4 білий кінь · h3 білий ферзь · a2 білий пішак · b2 білий слон · d2 білий пішак · f2 білий пішак · g2 білий пішак · c1 білий король · d1 біла тура · f1 білий слон · h1 біла тура | a8 чорна тура · b8 чорний кінь · d8 чорний ферзь · e8 чорна тура · g8 чорний король · b7 чорний пішак · e7 чорний кінь · f7 чорний пішак · g7 чорний слон · c6 чорний пішак · g6 чорний пішак · b4 чорний пішак · c4 білий пішак · d4 білий кінь · h3 білий ферзь · a2 білий пішак · b2 білий слон · d2 білий пішак · f2 білий пішак · g2 білий пішак · c1 білий король · d1 біла тура · f1 білий слон · h1 біла тура | a8 чорна тура · b8 чорний кінь · d8 чорний ферзь · e8 чорна тура · g8 чорний король · b7 чорний пішак · e7 чорний кінь · f7 чорний пішак · g7 чорний слон · c6 чорний пішак · g6 чорний пішак · b4 чорний пішак · c4 білий пішак · d4 білий кінь · h3 білий ферзь · a2 білий пішак · b2 білий слон · d2 білий пішак · f2 білий пішак · g2 білий пішак · c1 білий король · d1 біла тура · f1 білий слон · h1 біла тура | a8 чорна тура · b8 чорний кінь · d8 чорний ферзь · e8 чорна тура · g8 чорний король · b7 чорний пішак · e7 чорний кінь · f7 чорний пішак · g7 чорний слон · c6 чорний пішак · g6 чорний пішак · b4 чорний пішак · c4 білий пішак · d4 білий кінь · h3 білий ферзь · a2 білий пішак · b2 білий слон · d2 білий пішак · f2 білий пішак · g2 білий пішак · c1 білий король · d1 біла тура · f1 білий слон · h1 біла тура | a8 чорна тура · b8 чорний кінь · d8 чорний ферзь · e8 чорна тура · g8 чорний король · b7 чорний пішак · e7 чорний кінь · f7 чорний пішак · g7 чорний слон · c6 чорний пішак · g6 чорний пішак · b4 чорний пішак · c4 білий пішак · d4 білий кінь · h3 білий ферзь · a2 білий пішак · b2 білий слон · d2 білий пішак · f2 білий пішак · g2 білий пішак · c1 білий король · d1 біла тура · f1 білий слон · h1 біла тура | a8 чорна тура · b8 чорний кінь · d8 чорний ферзь · e8 чорна тура · g8 чорний король · b7 чорний пішак · e7 чорний кінь · f7 чорний пішак · g7 чорний слон · c6 чорний пішак · g6 чорний пішак · b4 чорний пішак · c4 білий пішак · d4 білий кінь · h3 білий ферзь · a2 білий пішак · b2 білий слон · d2 білий пішак · f2 білий пішак · g2 білий пішак · c1 білий король · d1 біла тура · f1 білий слон · h1 біла тура | a8 чорна тура · b8 чорний кінь · d8 чорний ферзь · e8 чорна тура · g8 чорний король · b7 чорний пішак · e7 чорний кінь · f7 чорний пішак · g7 чорний слон · c6 чорний пішак · g6 чорний пішак · b4 чорний пішак · c4 білий пішак · d4 білий кінь · h3 білий ферзь · a2 білий пішак · b2 білий слон · d2 білий пішак · f2 білий пішак · g2 білий пішак · c1 білий король · d1 біла тура · f1 білий слон · h1 біла тура | 5 |
| 4 | a8 чорна тура · b8 чорний кінь · d8 чорний ферзь · e8 чорна тура · g8 чорний король · b7 чорний пішак · e7 чорний кінь · f7 чорний пішак · g7 чорний слон · c6 чорний пішак · g6 чорний пішак · b4 чорний пішак · c4 білий пішак · d4 білий кінь · h3 білий ферзь · a2 білий пішак · b2 білий слон · d2 білий пішак · f2 білий пішак · g2 білий пішак · c1 білий король · d1 біла тура · f1 білий слон · h1 біла тура | a8 чорна тура · b8 чорний кінь · d8 чорний ферзь · e8 чорна тура · g8 чорний король · b7 чорний пішак · e7 чорний кінь · f7 чорний пішак · g7 чорний слон · c6 чорний пішак · g6 чорний пішак · b4 чорний пішак · c4 білий пішак · d4 білий кінь · h3 білий ферзь · a2 білий пішак · b2 білий слон · d2 білий пішак · f2 білий пішак · g2 білий пішак · c1 білий король · d1 біла тура · f1 білий слон · h1 біла тура | a8 чорна тура · b8 чорний кінь · d8 чорний ферзь · e8 чорна тура · g8 чорний король · b7 чорний пішак · e7 чорний кінь · f7 чорний пішак · g7 чорний слон · c6 чорний пішак · g6 чорний пішак · b4 чорний пішак · c4 білий пішак · d4 білий кінь · h3 білий ферзь · a2 білий пішак · b2 білий слон · d2 білий пішак · f2 білий пішак · g2 білий пішак · c1 білий король · d1 біла тура · f1 білий слон · h1 біла тура | a8 чорна тура · b8 чорний кінь · d8 чорний ферзь · e8 чорна тура · g8 чорний король · b7 чорний пішак · e7 чорний кінь · f7 чорний пішак · g7 чорний слон · c6 чорний пішак · g6 чорний пішак · b4 чорний пішак · c4 білий пішак · d4 білий кінь · h3 білий ферзь · a2 білий пішак · b2 білий слон · d2 білий пішак · f2 білий пішак · g2 білий пішак · c1 білий король · d1 біла тура · f1 білий слон · h1 біла тура | a8 чорна тура · b8 чорний кінь · d8 чорний ферзь · e8 чорна тура · g8 чорний король · b7 чорний пішак · e7 чорний кінь · f7 чорний пішак · g7 чорний слон · c6 чорний пішак · g6 чорний пішак · b4 чорний пішак · c4 білий пішак · d4 білий кінь · h3 білий ферзь · a2 білий пішак · b2 білий слон · d2 білий пішак · f2 білий пішак · g2 білий пішак · c1 білий король · d1 біла тура · f1 білий слон · h1 біла тура | a8 чорна тура · b8 чорний кінь · d8 чорний ферзь · e8 чорна тура · g8 чорний король · b7 чорний пішак · e7 чорний кінь · f7 чорний пішак · g7 чорний слон · c6 чорний пішак · g6 чорний пішак · b4 чорний пішак · c4 білий пішак · d4 білий кінь · h3 білий ферзь · a2 білий пішак · b2 білий слон · d2 білий пішак · f2 білий пішак · g2 білий пішак · c1 білий король · d1 біла тура · f1 білий слон · h1 біла тура | a8 чорна тура · b8 чорний кінь · d8 чорний ферзь · e8 чорна тура · g8 чорний король · b7 чорний пішак · e7 чорний кінь · f7 чорний пішак · g7 чорний слон · c6 чорний пішак · g6 чорний пішак · b4 чорний пішак · c4 білий пішак · d4 білий кінь · h3 білий ферзь · a2 білий пішак · b2 білий слон · d2 білий пішак · f2 білий пішак · g2 білий пішак · c1 білий король · d1 біла тура · f1 білий слон · h1 біла тура | a8 чорна тура · b8 чорний кінь · d8 чорний ферзь · e8 чорна тура · g8 чорний король · b7 чорний пішак · e7 чорний кінь · f7 чорний пішак · g7 чорний слон · c6 чорний пішак · g6 чорний пішак · b4 чорний пішак · c4 білий пішак · d4 білий кінь · h3 білий ферзь · a2 білий пішак · b2 білий слон · d2 білий пішак · f2 білий пішак · g2 білий пішак · c1 білий король · d1 біла тура · f1 білий слон · h1 біла тура | 4 |
| 3 | a8 чорна тура · b8 чорний кінь · d8 чорний ферзь · e8 чорна тура · g8 чорний король · b7 чорний пішак · e7 чорний кінь · f7 чорний пішак · g7 чорний слон · c6 чорний пішак · g6 чорний пішак · b4 чорний пішак · c4 білий пішак · d4 білий кінь · h3 білий ферзь · a2 білий пішак · b2 білий слон · d2 білий пішак · f2 білий пішак · g2 білий пішак · c1 білий король · d1 біла тура · f1 білий слон · h1 біла тура | a8 чорна тура · b8 чорний кінь · d8 чорний ферзь · e8 чорна тура · g8 чорний король · b7 чорний пішак · e7 чорний кінь · f7 чорний пішак · g7 чорний слон · c6 чорний пішак · g6 чорний пішак · b4 чорний пішак · c4 білий пішак · d4 білий кінь · h3 білий ферзь · a2 білий пішак · b2 білий слон · d2 білий пішак · f2 білий пішак · g2 білий пішак · c1 білий король · d1 біла тура · f1 білий слон · h1 біла тура | a8 чорна тура · b8 чорний кінь · d8 чорний ферзь · e8 чорна тура · g8 чорний король · b7 чорний пішак · e7 чорний кінь · f7 чорний пішак · g7 чорний слон · c6 чорний пішак · g6 чорний пішак · b4 чорний пішак · c4 білий пішак · d4 білий кінь · h3 білий ферзь · a2 білий пішак · b2 білий слон · d2 білий пішак · f2 білий пішак · g2 білий пішак · c1 білий король · d1 біла тура · f1 білий слон · h1 біла тура | a8 чорна тура · b8 чорний кінь · d8 чорний ферзь · e8 чорна тура · g8 чорний король · b7 чорний пішак · e7 чорний кінь · f7 чорний пішак · g7 чорний слон · c6 чорний пішак · g6 чорний пішак · b4 чорний пішак · c4 білий пішак · d4 білий кінь · h3 білий ферзь · a2 білий пішак · b2 білий слон · d2 білий пішак · f2 білий пішак · g2 білий пішак · c1 білий король · d1 біла тура · f1 білий слон · h1 біла тура | a8 чорна тура · b8 чорний кінь · d8 чорний ферзь · e8 чорна тура · g8 чорний король · b7 чорний пішак · e7 чорний кінь · f7 чорний пішак · g7 чорний слон · c6 чорний пішак · g6 чорний пішак · b4 чорний пішак · c4 білий пішак · d4 білий кінь · h3 білий ферзь · a2 білий пішак · b2 білий слон · d2 білий пішак · f2 білий пішак · g2 білий пішак · c1 білий король · d1 біла тура · f1 білий слон · h1 біла тура | a8 чорна тура · b8 чорний кінь · d8 чорний ферзь · e8 чорна тура · g8 чорний король · b7 чорний пішак · e7 чорний кінь · f7 чорний пішак · g7 чорний слон · c6 чорний пішак · g6 чорний пішак · b4 чорний пішак · c4 білий пішак · d4 білий кінь · h3 білий ферзь · a2 білий пішак · b2 білий слон · d2 білий пішак · f2 білий пішак · g2 білий пішак · c1 білий король · d1 біла тура · f1 білий слон · h1 біла тура | a8 чорна тура · b8 чорний кінь · d8 чорний ферзь · e8 чорна тура · g8 чорний король · b7 чорний пішак · e7 чорний кінь · f7 чорний пішак · g7 чорний слон · c6 чорний пішак · g6 чорний пішак · b4 чорний пішак · c4 білий пішак · d4 білий кінь · h3 білий ферзь · a2 білий пішак · b2 білий слон · d2 білий пішак · f2 білий пішак · g2 білий пішак · c1 білий король · d1 біла тура · f1 білий слон · h1 біла тура | a8 чорна тура · b8 чорний кінь · d8 чорний ферзь · e8 чорна тура · g8 чорний король · b7 чорний пішак · e7 чорний кінь · f7 чорний пішак · g7 чорний слон · c6 чорний пішак · g6 чорний пішак · b4 чорний пішак · c4 білий пішак · d4 білий кінь · h3 білий ферзь · a2 білий пішак · b2 білий слон · d2 білий пішак · f2 білий пішак · g2 білий пішак · c1 білий король · d1 біла тура · f1 білий слон · h1 біла тура | 3 |
| 2 | a8 чорна тура · b8 чорний кінь · d8 чорний ферзь · e8 чорна тура · g8 чорний король · b7 чорний пішак · e7 чорний кінь · f7 чорний пішак · g7 чорний слон · c6 чорний пішак · g6 чорний пішак · b4 чорний пішак · c4 білий пішак · d4 білий кінь · h3 білий ферзь · a2 білий пішак · b2 білий слон · d2 білий пішак · f2 білий пішак · g2 білий пішак · c1 білий король · d1 біла тура · f1 білий слон · h1 біла тура | a8 чорна тура · b8 чорний кінь · d8 чорний ферзь · e8 чорна тура · g8 чорний король · b7 чорний пішак · e7 чорний кінь · f7 чорний пішак · g7 чорний слон · c6 чорний пішак · g6 чорний пішак · b4 чорний пішак · c4 білий пішак · d4 білий кінь · h3 білий ферзь · a2 білий пішак · b2 білий слон · d2 білий пішак · f2 білий пішак · g2 білий пішак · c1 білий король · d1 біла тура · f1 білий слон · h1 біла тура | a8 чорна тура · b8 чорний кінь · d8 чорний ферзь · e8 чорна тура · g8 чорний король · b7 чорний пішак · e7 чорний кінь · f7 чорний пішак · g7 чорний слон · c6 чорний пішак · g6 чорний пішак · b4 чорний пішак · c4 білий пішак · d4 білий кінь · h3 білий ферзь · a2 білий пішак · b2 білий слон · d2 білий пішак · f2 білий пішак · g2 білий пішак · c1 білий король · d1 біла тура · f1 білий слон · h1 біла тура | a8 чорна тура · b8 чорний кінь · d8 чорний ферзь · e8 чорна тура · g8 чорний король · b7 чорний пішак · e7 чорний кінь · f7 чорний пішак · g7 чорний слон · c6 чорний пішак · g6 чорний пішак · b4 чорний пішак · c4 білий пішак · d4 білий кінь · h3 білий ферзь · a2 білий пішак · b2 білий слон · d2 білий пішак · f2 білий пішак · g2 білий пішак · c1 білий король · d1 біла тура · f1 білий слон · h1 біла тура | a8 чорна тура · b8 чорний кінь · d8 чорний ферзь · e8 чорна тура · g8 чорний король · b7 чорний пішак · e7 чорний кінь · f7 чорний пішак · g7 чорний слон · c6 чорний пішак · g6 чорний пішак · b4 чорний пішак · c4 білий пішак · d4 білий кінь · h3 білий ферзь · a2 білий пішак · b2 білий слон · d2 білий пішак · f2 білий пішак · g2 білий пішак · c1 білий король · d1 біла тура · f1 білий слон · h1 біла тура | a8 чорна тура · b8 чорний кінь · d8 чорний ферзь · e8 чорна тура · g8 чорний король · b7 чорний пішак · e7 чорний кінь · f7 чорний пішак · g7 чорний слон · c6 чорний пішак · g6 чорний пішак · b4 чорний пішак · c4 білий пішак · d4 білий кінь · h3 білий ферзь · a2 білий пішак · b2 білий слон · d2 білий пішак · f2 білий пішак · g2 білий пішак · c1 білий король · d1 біла тура · f1 білий слон · h1 біла тура | a8 чорна тура · b8 чорний кінь · d8 чорний ферзь · e8 чорна тура · g8 чорний король · b7 чорний пішак · e7 чорний кінь · f7 чорний пішак · g7 чорний слон · c6 чорний пішак · g6 чорний пішак · b4 чорний пішак · c4 білий пішак · d4 білий кінь · h3 білий ферзь · a2 білий пішак · b2 білий слон · d2 білий пішак · f2 білий пішак · g2 білий пішак · c1 білий король · d1 біла тура · f1 білий слон · h1 біла тура | a8 чорна тура · b8 чорний кінь · d8 чорний ферзь · e8 чорна тура · g8 чорний король · b7 чорний пішак · e7 чорний кінь · f7 чорний пішак · g7 чорний слон · c6 чорний пішак · g6 чорний пішак · b4 чорний пішак · c4 білий пішак · d4 білий кінь · h3 білий ферзь · a2 білий пішак · b2 білий слон · d2 білий пішак · f2 білий пішак · g2 білий пішак · c1 білий король · d1 біла тура · f1 білий слон · h1 біла тура | 2 |
| 1 | a8 чорна тура · b8 чорний кінь · d8 чорний ферзь · e8 чорна тура · g8 чорний король · b7 чорний пішак · e7 чорний кінь · f7 чорний пішак · g7 чорний слон · c6 чорний пішак · g6 чорний пішак · b4 чорний пішак · c4 білий пішак · d4 білий кінь · h3 білий ферзь · a2 білий пішак · b2 білий слон · d2 білий пішак · f2 білий пішак · g2 білий пішак · c1 білий король · d1 біла тура · f1 білий слон · h1 біла тура | a8 чорна тура · b8 чорний кінь · d8 чорний ферзь · e8 чорна тура · g8 чорний король · b7 чорний пішак · e7 чорний кінь · f7 чорний пішак · g7 чорний слон · c6 чорний пішак · g6 чорний пішак · b4 чорний пішак · c4 білий пішак · d4 білий кінь · h3 білий ферзь · a2 білий пішак · b2 білий слон · d2 білий пішак · f2 білий пішак · g2 білий пішак · c1 білий король · d1 біла тура · f1 білий слон · h1 біла тура | a8 чорна тура · b8 чорний кінь · d8 чорний ферзь · e8 чорна тура · g8 чорний король · b7 чорний пішак · e7 чорний кінь · f7 чорний пішак · g7 чорний слон · c6 чорний пішак · g6 чорний пішак · b4 чорний пішак · c4 білий пішак · d4 білий кінь · h3 білий ферзь · a2 білий пішак · b2 білий слон · d2 білий пішак · f2 білий пішак · g2 білий пішак · c1 білий король · d1 біла тура · f1 білий слон · h1 біла тура | a8 чорна тура · b8 чорний кінь · d8 чорний ферзь · e8 чорна тура · g8 чорний король · b7 чорний пішак · e7 чорний кінь · f7 чорний пішак · g7 чорний слон · c6 чорний пішак · g6 чорний пішак · b4 чорний пішак · c4 білий пішак · d4 білий кінь · h3 білий ферзь · a2 білий пішак · b2 білий слон · d2 білий пішак · f2 білий пішак · g2 білий пішак · c1 білий король · d1 біла тура · f1 білий слон · h1 біла тура | a8 чорна тура · b8 чорний кінь · d8 чорний ферзь · e8 чорна тура · g8 чорний король · b7 чорний пішак · e7 чорний кінь · f7 чорний пішак · g7 чорний слон · c6 чорний пішак · g6 чорний пішак · b4 чорний пішак · c4 білий пішак · d4 білий кінь · h3 білий ферзь · a2 білий пішак · b2 білий слон · d2 білий пішак · f2 білий пішак · g2 білий пішак · c1 білий король · d1 біла тура · f1 білий слон · h1 біла тура | a8 чорна тура · b8 чорний кінь · d8 чорний ферзь · e8 чорна тура · g8 чорний король · b7 чорний пішак · e7 чорний кінь · f7 чорний пішак · g7 чорний слон · c6 чорний пішак · g6 чорний пішак · b4 чорний пішак · c4 білий пішак · d4 білий кінь · h3 білий ферзь · a2 білий пішак · b2 білий слон · d2 білий пішак · f2 білий пішак · g2 білий пішак · c1 білий король · d1 біла тура · f1 білий слон · h1 біла тура | a8 чорна тура · b8 чорний кінь · d8 чорний ферзь · e8 чорна тура · g8 чорний король · b7 чорний пішак · e7 чорний кінь · f7 чорний пішак · g7 чорний слон · c6 чорний пішак · g6 чорний пішак · b4 чорний пішак · c4 білий пішак · d4 білий кінь · h3 білий ферзь · a2 білий пішак · b2 білий слон · d2 білий пішак · f2 білий пішак · g2 білий пішак · c1 білий король · d1 біла тура · f1 білий слон · h1 біла тура | a8 чорна тура · b8 чорний кінь · d8 чорний ферзь · e8 чорна тура · g8 чорний король · b7 чорний пішак · e7 чорний кінь · f7 чорний пішак · g7 чорний слон · c6 чорний пішак · g6 чорний пішак · b4 чорний пішак · c4 білий пішак · d4 білий кінь · h3 білий ферзь · a2 білий пішак · b2 білий слон · d2 білий пішак · f2 білий пішак · g2 білий пішак · c1 білий король · d1 біла тура · f1 білий слон · h1 біла тура | 1 |
|   | a | b | c | d | e | f | g | h |   |

Хід чорних. Вони помітили загрозу білих, пов'язану з прихованим шахом:
1. Фh7+ Крf8
2. Ф: g7+! Kp: g7
3. Ke6+ і мат на h8

Як захищатися? 1. … C: d4 і кінь знищений, і клітинка h8 захищена.
Але білі продовжили: 2. Фh8+! Цей удар можливий тому, що білий слон на b2 (Cb2), ніби рентгенівським променем проникає на поле h8.
3. C: h8 3. T: h8Х — мат
|   | a | b | c | d | e | f | g | h |   |
| 8 | b8 біла тура · f7 чорний пішак · e6 білий пішак · g6 чорний пішак · h6 чорний слон · c5 білий король · h5 чорний пішак · c4 чорний пішак · d4 білий слон · f4 білий кінь · h4 чорний король · e3 білий пішак · g2 білий пішак · h2 білий пішак · c1 чорний ферзь | b8 біла тура · f7 чорний пішак · e6 білий пішак · g6 чорний пішак · h6 чорний слон · c5 білий король · h5 чорний пішак · c4 чорний пішак · d4 білий слон · f4 білий кінь · h4 чорний король · e3 білий пішак · g2 білий пішак · h2 білий пішак · c1 чорний ферзь | b8 біла тура · f7 чорний пішак · e6 білий пішак · g6 чорний пішак · h6 чорний слон · c5 білий король · h5 чорний пішак · c4 чорний пішак · d4 білий слон · f4 білий кінь · h4 чорний король · e3 білий пішак · g2 білий пішак · h2 білий пішак · c1 чорний ферзь | b8 біла тура · f7 чорний пішак · e6 білий пішак · g6 чорний пішак · h6 чорний слон · c5 білий король · h5 чорний пішак · c4 чорний пішак · d4 білий слон · f4 білий кінь · h4 чорний король · e3 білий пішак · g2 білий пішак · h2 білий пішак · c1 чорний ферзь | b8 біла тура · f7 чорний пішак · e6 білий пішак · g6 чорний пішак · h6 чорний слон · c5 білий король · h5 чорний пішак · c4 чорний пішак · d4 білий слон · f4 білий кінь · h4 чорний король · e3 білий пішак · g2 білий пішак · h2 білий пішак · c1 чорний ферзь | b8 біла тура · f7 чорний пішак · e6 білий пішак · g6 чорний пішак · h6 чорний слон · c5 білий король · h5 чорний пішак · c4 чорний пішак · d4 білий слон · f4 білий кінь · h4 чорний король · e3 білий пішак · g2 білий пішак · h2 білий пішак · c1 чорний ферзь | b8 біла тура · f7 чорний пішак · e6 білий пішак · g6 чорний пішак · h6 чорний слон · c5 білий король · h5 чорний пішак · c4 чорний пішак · d4 білий слон · f4 білий кінь · h4 чорний король · e3 білий пішак · g2 білий пішак · h2 білий пішак · c1 чорний ферзь | b8 біла тура · f7 чорний пішак · e6 білий пішак · g6 чорний пішак · h6 чорний слон · c5 білий король · h5 чорний пішак · c4 чорний пішак · d4 білий слон · f4 білий кінь · h4 чорний король · e3 білий пішак · g2 білий пішак · h2 білий пішак · c1 чорний ферзь | 8 |
| 7 | b8 біла тура · f7 чорний пішак · e6 білий пішак · g6 чорний пішак · h6 чорний слон · c5 білий король · h5 чорний пішак · c4 чорний пішак · d4 білий слон · f4 білий кінь · h4 чорний король · e3 білий пішак · g2 білий пішак · h2 білий пішак · c1 чорний ферзь | b8 біла тура · f7 чорний пішак · e6 білий пішак · g6 чорний пішак · h6 чорний слон · c5 білий король · h5 чорний пішак · c4 чорний пішак · d4 білий слон · f4 білий кінь · h4 чорний король · e3 білий пішак · g2 білий пішак · h2 білий пішак · c1 чорний ферзь | b8 біла тура · f7 чорний пішак · e6 білий пішак · g6 чорний пішак · h6 чорний слон · c5 білий король · h5 чорний пішак · c4 чорний пішак · d4 білий слон · f4 білий кінь · h4 чорний король · e3 білий пішак · g2 білий пішак · h2 білий пішак · c1 чорний ферзь | b8 біла тура · f7 чорний пішак · e6 білий пішак · g6 чорний пішак · h6 чорний слон · c5 білий король · h5 чорний пішак · c4 чорний пішак · d4 білий слон · f4 білий кінь · h4 чорний король · e3 білий пішак · g2 білий пішак · h2 білий пішак · c1 чорний ферзь | b8 біла тура · f7 чорний пішак · e6 білий пішак · g6 чорний пішак · h6 чорний слон · c5 білий король · h5 чорний пішак · c4 чорний пішак · d4 білий слон · f4 білий кінь · h4 чорний король · e3 білий пішак · g2 білий пішак · h2 білий пішак · c1 чорний ферзь | b8 біла тура · f7 чорний пішак · e6 білий пішак · g6 чорний пішак · h6 чорний слон · c5 білий король · h5 чорний пішак · c4 чорний пішак · d4 білий слон · f4 білий кінь · h4 чорний король · e3 білий пішак · g2 білий пішак · h2 білий пішак · c1 чорний ферзь | b8 біла тура · f7 чорний пішак · e6 білий пішак · g6 чорний пішак · h6 чорний слон · c5 білий король · h5 чорний пішак · c4 чорний пішак · d4 білий слон · f4 білий кінь · h4 чорний король · e3 білий пішак · g2 білий пішак · h2 білий пішак · c1 чорний ферзь | b8 біла тура · f7 чорний пішак · e6 білий пішак · g6 чорний пішак · h6 чорний слон · c5 білий король · h5 чорний пішак · c4 чорний пішак · d4 білий слон · f4 білий кінь · h4 чорний король · e3 білий пішак · g2 білий пішак · h2 білий пішак · c1 чорний ферзь | 7 |
| 6 | b8 біла тура · f7 чорний пішак · e6 білий пішак · g6 чорний пішак · h6 чорний слон · c5 білий король · h5 чорний пішак · c4 чорний пішак · d4 білий слон · f4 білий кінь · h4 чорний король · e3 білий пішак · g2 білий пішак · h2 білий пішак · c1 чорний ферзь | b8 біла тура · f7 чорний пішак · e6 білий пішак · g6 чорний пішак · h6 чорний слон · c5 білий король · h5 чорний пішак · c4 чорний пішак · d4 білий слон · f4 білий кінь · h4 чорний король · e3 білий пішак · g2 білий пішак · h2 білий пішак · c1 чорний ферзь | b8 біла тура · f7 чорний пішак · e6 білий пішак · g6 чорний пішак · h6 чорний слон · c5 білий король · h5 чорний пішак · c4 чорний пішак · d4 білий слон · f4 білий кінь · h4 чорний король · e3 білий пішак · g2 білий пішак · h2 білий пішак · c1 чорний ферзь | b8 біла тура · f7 чорний пішак · e6 білий пішак · g6 чорний пішак · h6 чорний слон · c5 білий король · h5 чорний пішак · c4 чорний пішак · d4 білий слон · f4 білий кінь · h4 чорний король · e3 білий пішак · g2 білий пішак · h2 білий пішак · c1 чорний ферзь | b8 біла тура · f7 чорний пішак · e6 білий пішак · g6 чорний пішак · h6 чорний слон · c5 білий король · h5 чорний пішак · c4 чорний пішак · d4 білий слон · f4 білий кінь · h4 чорний король · e3 білий пішак · g2 білий пішак · h2 білий пішак · c1 чорний ферзь | b8 біла тура · f7 чорний пішак · e6 білий пішак · g6 чорний пішак · h6 чорний слон · c5 білий король · h5 чорний пішак · c4 чорний пішак · d4 білий слон · f4 білий кінь · h4 чорний король · e3 білий пішак · g2 білий пішак · h2 білий пішак · c1 чорний ферзь | b8 біла тура · f7 чорний пішак · e6 білий пішак · g6 чорний пішак · h6 чорний слон · c5 білий король · h5 чорний пішак · c4 чорний пішак · d4 білий слон · f4 білий кінь · h4 чорний король · e3 білий пішак · g2 білий пішак · h2 білий пішак · c1 чорний ферзь | b8 біла тура · f7 чорний пішак · e6 білий пішак · g6 чорний пішак · h6 чорний слон · c5 білий король · h5 чорний пішак · c4 чорний пішак · d4 білий слон · f4 білий кінь · h4 чорний король · e3 білий пішак · g2 білий пішак · h2 білий пішак · c1 чорний ферзь | 6 |
| 5 | b8 біла тура · f7 чорний пішак · e6 білий пішак · g6 чорний пішак · h6 чорний слон · c5 білий король · h5 чорний пішак · c4 чорний пішак · d4 білий слон · f4 білий кінь · h4 чорний король · e3 білий пішак · g2 білий пішак · h2 білий пішак · c1 чорний ферзь | b8 біла тура · f7 чорний пішак · e6 білий пішак · g6 чорний пішак · h6 чорний слон · c5 білий король · h5 чорний пішак · c4 чорний пішак · d4 білий слон · f4 білий кінь · h4 чорний король · e3 білий пішак · g2 білий пішак · h2 білий пішак · c1 чорний ферзь | b8 біла тура · f7 чорний пішак · e6 білий пішак · g6 чорний пішак · h6 чорний слон · c5 білий король · h5 чорний пішак · c4 чорний пішак · d4 білий слон · f4 білий кінь · h4 чорний король · e3 білий пішак · g2 білий пішак · h2 білий пішак · c1 чорний ферзь | b8 біла тура · f7 чорний пішак · e6 білий пішак · g6 чорний пішак · h6 чорний слон · c5 білий король · h5 чорний пішак · c4 чорний пішак · d4 білий слон · f4 білий кінь · h4 чорний король · e3 білий пішак · g2 білий пішак · h2 білий пішак · c1 чорний ферзь | b8 біла тура · f7 чорний пішак · e6 білий пішак · g6 чорний пішак · h6 чорний слон · c5 білий король · h5 чорний пішак · c4 чорний пішак · d4 білий слон · f4 білий кінь · h4 чорний король · e3 білий пішак · g2 білий пішак · h2 білий пішак · c1 чорний ферзь | b8 біла тура · f7 чорний пішак · e6 білий пішак · g6 чорний пішак · h6 чорний слон · c5 білий король · h5 чорний пішак · c4 чорний пішак · d4 білий слон · f4 білий кінь · h4 чорний король · e3 білий пішак · g2 білий пішак · h2 білий пішак · c1 чорний ферзь | b8 біла тура · f7 чорний пішак · e6 білий пішак · g6 чорний пішак · h6 чорний слон · c5 білий король · h5 чорний пішак · c4 чорний пішак · d4 білий слон · f4 білий кінь · h4 чорний король · e3 білий пішак · g2 білий пішак · h2 білий пішак · c1 чорний ферзь | b8 біла тура · f7 чорний пішак · e6 білий пішак · g6 чорний пішак · h6 чорний слон · c5 білий король · h5 чорний пішак · c4 чорний пішак · d4 білий слон · f4 білий кінь · h4 чорний король · e3 білий пішак · g2 білий пішак · h2 білий пішак · c1 чорний ферзь | 5 |
| 4 | b8 біла тура · f7 чорний пішак · e6 білий пішак · g6 чорний пішак · h6 чорний слон · c5 білий король · h5 чорний пішак · c4 чорний пішак · d4 білий слон · f4 білий кінь · h4 чорний король · e3 білий пішак · g2 білий пішак · h2 білий пішак · c1 чорний ферзь | b8 біла тура · f7 чорний пішак · e6 білий пішак · g6 чорний пішак · h6 чорний слон · c5 білий король · h5 чорний пішак · c4 чорний пішак · d4 білий слон · f4 білий кінь · h4 чорний король · e3 білий пішак · g2 білий пішак · h2 білий пішак · c1 чорний ферзь | b8 біла тура · f7 чорний пішак · e6 білий пішак · g6 чорний пішак · h6 чорний слон · c5 білий король · h5 чорний пішак · c4 чорний пішак · d4 білий слон · f4 білий кінь · h4 чорний король · e3 білий пішак · g2 білий пішак · h2 білий пішак · c1 чорний ферзь | b8 біла тура · f7 чорний пішак · e6 білий пішак · g6 чорний пішак · h6 чорний слон · c5 білий король · h5 чорний пішак · c4 чорний пішак · d4 білий слон · f4 білий кінь · h4 чорний король · e3 білий пішак · g2 білий пішак · h2 білий пішак · c1 чорний ферзь | b8 біла тура · f7 чорний пішак · e6 білий пішак · g6 чорний пішак · h6 чорний слон · c5 білий король · h5 чорний пішак · c4 чорний пішак · d4 білий слон · f4 білий кінь · h4 чорний король · e3 білий пішак · g2 білий пішак · h2 білий пішак · c1 чорний ферзь | b8 біла тура · f7 чорний пішак · e6 білий пішак · g6 чорний пішак · h6 чорний слон · c5 білий король · h5 чорний пішак · c4 чорний пішак · d4 білий слон · f4 білий кінь · h4 чорний король · e3 білий пішак · g2 білий пішак · h2 білий пішак · c1 чорний ферзь | b8 біла тура · f7 чорний пішак · e6 білий пішак · g6 чорний пішак · h6 чорний слон · c5 білий король · h5 чорний пішак · c4 чорний пішак · d4 білий слон · f4 білий кінь · h4 чорний король · e3 білий пішак · g2 білий пішак · h2 білий пішак · c1 чорний ферзь | b8 біла тура · f7 чорний пішак · e6 білий пішак · g6 чорний пішак · h6 чорний слон · c5 білий король · h5 чорний пішак · c4 чорний пішак · d4 білий слон · f4 білий кінь · h4 чорний король · e3 білий пішак · g2 білий пішак · h2 білий пішак · c1 чорний ферзь | 4 |
| 3 | b8 біла тура · f7 чорний пішак · e6 білий пішак · g6 чорний пішак · h6 чорний слон · c5 білий король · h5 чорний пішак · c4 чорний пішак · d4 білий слон · f4 білий кінь · h4 чорний король · e3 білий пішак · g2 білий пішак · h2 білий пішак · c1 чорний ферзь | b8 біла тура · f7 чорний пішак · e6 білий пішак · g6 чорний пішак · h6 чорний слон · c5 білий король · h5 чорний пішак · c4 чорний пішак · d4 білий слон · f4 білий кінь · h4 чорний король · e3 білий пішак · g2 білий пішак · h2 білий пішак · c1 чорний ферзь | b8 біла тура · f7 чорний пішак · e6 білий пішак · g6 чорний пішак · h6 чорний слон · c5 білий король · h5 чорний пішак · c4 чорний пішак · d4 білий слон · f4 білий кінь · h4 чорний король · e3 білий пішак · g2 білий пішак · h2 білий пішак · c1 чорний ферзь | b8 біла тура · f7 чорний пішак · e6 білий пішак · g6 чорний пішак · h6 чорний слон · c5 білий король · h5 чорний пішак · c4 чорний пішак · d4 білий слон · f4 білий кінь · h4 чорний король · e3 білий пішак · g2 білий пішак · h2 білий пішак · c1 чорний ферзь | b8 біла тура · f7 чорний пішак · e6 білий пішак · g6 чорний пішак · h6 чорний слон · c5 білий король · h5 чорний пішак · c4 чорний пішак · d4 білий слон · f4 білий кінь · h4 чорний король · e3 білий пішак · g2 білий пішак · h2 білий пішак · c1 чорний ферзь | b8 біла тура · f7 чорний пішак · e6 білий пішак · g6 чорний пішак · h6 чорний слон · c5 білий король · h5 чорний пішак · c4 чорний пішак · d4 білий слон · f4 білий кінь · h4 чорний король · e3 білий пішак · g2 білий пішак · h2 білий пішак · c1 чорний ферзь | b8 біла тура · f7 чорний пішак · e6 білий пішак · g6 чорний пішак · h6 чорний слон · c5 білий король · h5 чорний пішак · c4 чорний пішак · d4 білий слон · f4 білий кінь · h4 чорний король · e3 білий пішак · g2 білий пішак · h2 білий пішак · c1 чорний ферзь | b8 біла тура · f7 чорний пішак · e6 білий пішак · g6 чорний пішак · h6 чорний слон · c5 білий король · h5 чорний пішак · c4 чорний пішак · d4 білий слон · f4 білий кінь · h4 чорний король · e3 білий пішак · g2 білий пішак · h2 білий пішак · c1 чорний ферзь | 3 |
| 2 | b8 біла тура · f7 чорний пішак · e6 білий пішак · g6 чорний пішак · h6 чорний слон · c5 білий король · h5 чорний пішак · c4 чорний пішак · d4 білий слон · f4 білий кінь · h4 чорний король · e3 білий пішак · g2 білий пішак · h2 білий пішак · c1 чорний ферзь | b8 біла тура · f7 чорний пішак · e6 білий пішак · g6 чорний пішак · h6 чорний слон · c5 білий король · h5 чорний пішак · c4 чорний пішак · d4 білий слон · f4 білий кінь · h4 чорний король · e3 білий пішак · g2 білий пішак · h2 білий пішак · c1 чорний ферзь | b8 біла тура · f7 чорний пішак · e6 білий пішак · g6 чорний пішак · h6 чорний слон · c5 білий король · h5 чорний пішак · c4 чорний пішак · d4 білий слон · f4 білий кінь · h4 чорний король · e3 білий пішак · g2 білий пішак · h2 білий пішак · c1 чорний ферзь | b8 біла тура · f7 чорний пішак · e6 білий пішак · g6 чорний пішак · h6 чорний слон · c5 білий король · h5 чорний пішак · c4 чорний пішак · d4 білий слон · f4 білий кінь · h4 чорний король · e3 білий пішак · g2 білий пішак · h2 білий пішак · c1 чорний ферзь | b8 біла тура · f7 чорний пішак · e6 білий пішак · g6 чорний пішак · h6 чорний слон · c5 білий король · h5 чорний пішак · c4 чорний пішак · d4 білий слон · f4 білий кінь · h4 чорний король · e3 білий пішак · g2 білий пішак · h2 білий пішак · c1 чорний ферзь | b8 біла тура · f7 чорний пішак · e6 білий пішак · g6 чорний пішак · h6 чорний слон · c5 білий король · h5 чорний пішак · c4 чорний пішак · d4 білий слон · f4 білий кінь · h4 чорний король · e3 білий пішак · g2 білий пішак · h2 білий пішак · c1 чорний ферзь | b8 біла тура · f7 чорний пішак · e6 білий пішак · g6 чорний пішак · h6 чорний слон · c5 білий король · h5 чорний пішак · c4 чорний пішак · d4 білий слон · f4 білий кінь · h4 чорний король · e3 білий пішак · g2 білий пішак · h2 білий пішак · c1 чорний ферзь | b8 біла тура · f7 чорний пішак · e6 білий пішак · g6 чорний пішак · h6 чорний слон · c5 білий король · h5 чорний пішак · c4 чорний пішак · d4 білий слон · f4 білий кінь · h4 чорний король · e3 білий пішак · g2 білий пішак · h2 білий пішак · c1 чорний ферзь | 2 |
| 1 | b8 біла тура · f7 чорний пішак · e6 білий пішак · g6 чорний пішак · h6 чорний слон · c5 білий король · h5 чорний пішак · c4 чорний пішак · d4 білий слон · f4 білий кінь · h4 чорний король · e3 білий пішак · g2 білий пішак · h2 білий пішак · c1 чорний ферзь | b8 біла тура · f7 чорний пішак · e6 білий пішак · g6 чорний пішак · h6 чорний слон · c5 білий король · h5 чорний пішак · c4 чорний пішак · d4 білий слон · f4 білий кінь · h4 чорний король · e3 білий пішак · g2 білий пішак · h2 білий пішак · c1 чорний ферзь | b8 біла тура · f7 чорний пішак · e6 білий пішак · g6 чорний пішак · h6 чорний слон · c5 білий король · h5 чорний пішак · c4 чорний пішак · d4 білий слон · f4 білий кінь · h4 чорний король · e3 білий пішак · g2 білий пішак · h2 білий пішак · c1 чорний ферзь | b8 біла тура · f7 чорний пішак · e6 білий пішак · g6 чорний пішак · h6 чорний слон · c5 білий король · h5 чорний пішак · c4 чорний пішак · d4 білий слон · f4 білий кінь · h4 чорний король · e3 білий пішак · g2 білий пішак · h2 білий пішак · c1 чорний ферзь | b8 біла тура · f7 чорний пішак · e6 білий пішак · g6 чорний пішак · h6 чорний слон · c5 білий король · h5 чорний пішак · c4 чорний пішак · d4 білий слон · f4 білий кінь · h4 чорний король · e3 білий пішак · g2 білий пішак · h2 білий пішак · c1 чорний ферзь | b8 біла тура · f7 чорний пішак · e6 білий пішак · g6 чорний пішак · h6 чорний слон · c5 білий король · h5 чорний пішак · c4 чорний пішак · d4 білий слон · f4 білий кінь · h4 чорний король · e3 білий пішак · g2 білий пішак · h2 білий пішак · c1 чорний ферзь | b8 біла тура · f7 чорний пішак · e6 білий пішак · g6 чорний пішак · h6 чорний слон · c5 білий король · h5 чорний пішак · c4 чорний пішак · d4 білий слон · f4 білий кінь · h4 чорний король · e3 білий пішак · g2 білий пішак · h2 білий пішак · c1 чорний ферзь | b8 біла тура · f7 чорний пішак · e6 білий пішак · g6 чорний пішак · h6 чорний слон · c5 білий король · h5 чорний пішак · c4 чорний пішак · d4 білий слон · f4 білий кінь · h4 чорний король · e3 білий пішак · g2 білий пішак · h2 білий пішак · c1 чорний ферзь | 1 |
|   | a | b | c | d | e | f | g | h |   |

В етюді О. Казанцева, 1967, білі виграють, взявши під «дальній обстріл» позицію чорного короля
1. e6—е7!  Фc1—a3 +  2. Тb8—b4 Фа3—а7+  3. Крс5: с4 Фа7: е7.
Дивлячись на цю позицію, важко передбачити, що вирішальною причиною загибелі чорного короля стане його протистояння з турою  4. Кf4 : g6+! f7 : g6
5. Сd4—f6 +! Фе7 : f6 6. Крс4—d5 + . Як за помахом чарівної палички все розвіялося, і чорний король уже під безпосереднім  ударом  білої тури.
6… Крh4—g5  7. h2—h4+   Крg5—f5 8. g2—g4+!  h5 : g4 9. Тb4—f4 +! Сh6 : f4 10. e3—е4X